# Girardinus microdactylus
Girardinus microdactylus è un piccolo pesce d'acqua dolce della famiglia Poeciliidae.

## Distribuzione e habitat
Questo pesce è endemico delle acque dolci di Cuba. Abita le acque di stagni, canali e piccoli torrenti, anche sugli altopiani montuosi. È una specie sensibile ai cambiamenti chimici dell'acqua, specialmente alle concentrazioni di cloro e ossigeno.

## Descrizione
G. microdactylus è un pesce dal corpo slanciato e allungato, con dorso e ventre piuttosto arcuati e peduncolo caudale lungo e sviluppato. La pinna caudale è a delta. 

La livrea è bruna tendente al giallo, con sacco intestinale bianco argenteo, le branchie orlate di bruno e i fianchi scuri su cui scorre la linea laterale chiazzata di bianco argenteo. 

Le dimensioni si attestano sui 6,3 cm per la femmina, più grande e robusta del maschio (3,3 cm) che è provvisto di un lungo gonopodio.

## Alimentazione
Questa specie si ciba di diatomee, alghe e larve d'insetti.

## Acquariofilia
Seppur quasi introvabile nei negozi di acquariofilia, questa specie è allevata da acquariofili appassionati.